# Никодимово
Никоди́мово (бел. Нікадзімава) — деревня в составе Горского сельсовета Горецкого района Могилёвской области Республики Беларусь.

## Население
- 1999 год — 126 человек
- 2010 год — 63 человека

## История
В окрестностях деревни находится городище Никодимово. Найдены остатки бревенчатого частокола, ограждавшего городище. Это — уникальный археологический памятник эпохи великого переселения народов европейского значения. Поселение являлось административно-территориальным центром значительной округи. Здесь находился укреплённый детинец вождя и его дружины.
При проведении археологических раскопок обнаружены многочисленные артефакты, датируемые V—VII веком н. э.: предметы вооружения, снаряжения коня и всадника (наконечники стрел, копий, дротиков, удила, шпоры, сбруйные пряжки), др. железные изделия (ножи, шилья, кресала, пинцеты долота, фитильные трубочки, рыболовный крючок, пружинные ножницы, топоры, мелкие кузнечные инструменты, коса-горбуша, серпы), украшения (браслеты, кольца, привески, накладки, бляшки, бусы), лепная керамика и др. Наиболее редкими артефактами являются: меч двухлезвийный VI в., пальчатые и антропозооморфная фибулы, клад, состоящий из поясного набора и металлических предметов. Хранятся зерна культурных растений, кости домашних и диких животных.
В V—VII веках нашей эры, когда государственных образований еще не было, там существовал прообраз административно-территориального центра. И если в окрестностях люди занимались лишь растениеводством и животноводством, то в городище располагалась воинская дружина во главе с вождем, которому, скорее всего, и принадлежал этот меч. В VI веке, которым примерно датируется клинок, меч был крайне редким оружием. И очень дорогим. Позволить себе его мог далеко не каждый, а лишь весьма и весьма состоятельный воин. Которым, без сомнения, и являлся местный вождь. 
Раньше считалось, что самыми древними в Беларуси являются мечи, найденные в Полоцке и Гродно, датируемые X веком. А тут клинок, который минимум лет на 300 старше.
Найденные артефакты выставлены в экспозиции «Археология и древняя история Могилевщины» в Могилёвском областном краеведческом музее им. Е. Р. Романова.